# 單一歐元支付區
單一歐元支付區（英語：Single Euro Payments Area）指的是銀行間可使用歐元轉帳的支付系統以及區域。共有36個成員國，包括28個歐盟成員國、4個歐洲自由貿易聯盟成員國（冰島、列支敦斯登、挪威及瑞士），摩納哥、聖馬利諾、安道爾以及梵蒂岡。

## 目標
SEPA的目的是提高跨境支付的效率，並將以前分散的歐元支付國家市場變成單一的國內市場。SEPA使客戶能夠使用單一的銀行賬戶和單一的支付工具，向位於該地區任何地方的任何賬戶進行無現金歐元支付。在歐元區國家擁有銀行賬戶的人可以用它在歐元區各地領取工資和進行支付，例如當他們在一個新的國家工作時。
該項目包括開發共同的金融工具、標準、程序和基礎設施，以實現規模經濟。這反過來又會降低歐洲經濟在區域內移動資本的總體成本（估計占國內生產總值的2-3%）。
SEPA不包括以歐元以外的貨幣進行的支付。這意味著，在不使用歐元的SEPA國家，國內支付將繼續使用當地計劃，但跨境支付將在很大程度上使用SEPA和歐元對歐元區國家的支付。

## 覆蓋範圍
SEPA由36個國家組成：
- 歐洲聯盟的27個成員國，包括：
  - 歐元區的20個國家：奧地利、比利時、塞浦路斯、愛沙尼亞、芬蘭、法國、德國、希臘、愛爾蘭、意大利、拉脫維亞、立陶宛、盧森堡、馬耳他、荷蘭、葡萄牙、斯洛伐克、斯洛文尼亞、西班牙、克羅地亞。
  - 未加入歐元區的7個國家：保加利亞、捷克、丹麥、匈牙利、波蘭、羅馬尼亞、瑞典。
- 歐洲自由貿易聯盟的四個成員國：
  - 簽署歐洲經濟區協定的三個國家：冰島、列支敦士登、挪威。
  - 沒有加入歐洲經濟區，而是與歐盟簽訂了一系列雙邊協議的成員國：瑞士。
- 與歐盟簽訂貨幣協議的四個微型國家：安道爾、摩納哥、聖馬力諾、梵蒂岡。
- 有一個國家已經退出歐盟，但在2020年12月31日之前處於過渡期，並被歐洲支付理事會批準在該日期之後繼續參加SEPA：英國。

一個國家的所有地區通常都是SEPA的一部分。但是，下列國家的特殊領土不屬於SEPA的一部分：
- 塞浦路斯：不包括北塞浦路斯。
- 丹麥：不包括法羅群島和格陵蘭。
- 法國：不包括法屬南部和南極領地、法屬波利尼西亞、新喀里多尼亞以及瓦利斯和富圖納（後三個地區是SEPA COM Pacifique的一部分）。
- 荷蘭：不包括阿魯巴、荷蘭加勒比區、庫拉索和荷屬聖馬丁。
- 挪威：不包括斯瓦爾巴和揚馬延。
- 英國：不包括直布羅陀和皇家屬地以外的英國海外領土。

不在SEPA中的使用歐元的司法管轄區：亞克羅提利與德凱利亞、法屬南部和南極領地、科索沃和黑山。

## 相關連結
- 欧盟法律
- ISO 11649
- ISO 20022

## 外部連結
- 官方网站 （英文）